# Ammoniak-Brennstoffzelle
Eine Ammoniak-Brennstoffzelle, genauer und spezieller die Ammoniak-Sauerstoff-Brennstoffzelle, setzt Ammoniak und Sauerstoff bzw. Luft zu Wasser und Stickstoff um. Wie alle Brennstoffzellen gewinnt sie dabei elektrische Energie aus der chemischen Energie der eingesetzten Stoffe (durch „kalte Verbrennung“). Die theoretische Spannung (reversible Zellspannung) einer einzelnen Ammoniak-Sauerstoff-Brennstoffzelle beträgt 1,17 V.

## Funktionsweise
Für das Projekt Ship FC wird eine Brennstoffzelle entwickelt. Darin wird zunächst NH3 in einen Spaltreaktor befördert. Dort wird es in die Komponenten Stickstoff (N2) und 75 % Wasserstoff (H2) zerlegt. Ein geringer Rückstand von NH3 verbleibt dabei im Gasgemisch. Daraufhin leitet das System Stickstoff und Wasserstoff in die Brennstoffzelle. Luft wird beigemengt und die Zelle oxidiert den Wasserstoff zu Wasser. Dabei wird elektrische Energie frei. Die Brennstoffzelle setzt den Wasserstoff nicht vollständig um. Fast zwölf Prozent H2 sowie ein kleiner Teil Ammoniak verlassen die Brennstoffzelle unverbrannt. Im letzten Schritt zerlegt der Reaktor des Fraunhofer IMM die Produkte  bei circa 500 °C und unter Luftzufuhr und Einwirkung eines Katalysators, aus pulverbeschichteter, gewellter Metallfolie mit Platin, die Rückstände endgültig in Wasser und Stickstoff.

## Vor- und Nachteile
Für Ammoniak als Energieträger spricht, dass es als großtechnisch erzeugte Grundchemikalie preiswert und in großen Mengen verfügbar ist. Die Energiedichte von Ammoniak beträgt 5,4 kWh/kg (19,4 MJ/kg, hier und im Folgenden ist – wie üblich – der zur Verbrennung benötigte Sauerstoff nicht mit eingerechnet). Das ist zwar nur etwa halb so groß wie die von Benzin (12,1 kWh/kg),  Diesel (11,8 kWh/kg) oder Methan (13,95 kWh/kg), entspricht aber der von Methanol (5,6 kWh/kg) und liegt damit weit oberhalb der Energiedichte von Batterien oder Akkus. Sie ist außerdem höher als die von Wasserstoff in Drucktanks, und auch höher als die von Wasserstoff in Metallhydriden. Verflüssigter Ammoniak hat eine dem Benzin vergleichbare Energiedichte. Abgesehen von der Wasserstoff-Sauerstoff-Brennstoffzelle nutzen fast alle anderen Brennstoffzellen, z. B. die Direktmethanolbrennstoffzelle und die Direktethanolbrennstoffzelle, kohlenstoffhaltige Brennstoffe. Im Gegensatz dazu kann bei der Umsetzung von Ammoniak kein Kohlenstoffdioxid entstehen, und die Produkte Stickstoff und Wasser sind umweltfreundlich. Damit ist Ammoniak ein idealer Energieträger, vor allem wenn er mittels Power-to-Ammonia-Verfahren mit Hilfe erneuerbarer Energiequellen oder mit biologischen Abbauprozessen gewonnen wird. Ammoniak-Brennstoffzellen könnten einen Beitrag zu einer kohlenstofffreien und damit klimafreundlichen Energiewirtschaft leisten. Sie sind aber im Stadium der Forschung und Entwicklung und noch weit von der Anwendung entfernt. Auch der schwerwiegende Nachteil der Giftigkeit des Ammoniaks stellt eine Hürde bei der Markteinführung dar. Die niedrige Geruchsschwelle des Ammoniaks trägt aber dazu bei, dass Unfälle mit Personenschäden beim Umgang damit eher selten sind. Ein weiteres Problem von Ammoniak ist seine korrosive Wirkung.

## Abgrenzung
Ammoniak kann bei genügend hohen Temperaturen (<700 °C) in Wasserstoff und Stickstoff aufgespalten werden. Der so gewonnene Wasserstoff kann in einer geeigneten Wasserstoff-Sauerstoff-Brennstoffzelle umgesetzt werden. Im Gegensatz dazu kann man die hier behandelte Brennstoffzelle, die Ammoniak ohne die vorherige Umsetzung zu Wasserstoff verwerten kann, auch als Direkt-Ammoniak-Brennstoffzelle bezeichnen.

## Historisches
Die Entwicklung der Ammoniak-Sauerstoff-Brennstoffzelle erfolgte in den 1960er Jahren bei amerikanischen Industrieunternehmen wie Allis-Chalmers (1961), Lockheed Missiles and Space Co. (1963) und General Electric (1967). Eine erste allgemein zugängliche Veröffentlichung mit Daten zu einer Ammoniak-Brennstoffzelle erschien 1968. Sie nutzte konzentrierte Kalilauge als Elektrolyt und gehört damit zum Typ der alkalischen Brennstoffzelle (AFC). Ab 1980 wurden dann auch Festoxidbrennstoffzellen (SOFC) mit Ammoniak betrieben.

## Typen (Bauformen) von Ammoniak-Brennstoffzellen
Verschiedene Ammoniak-Brennstoffzellen unterscheiden sich insbesondere im Elektrolyten, der Kathode und Anode voneinander trennen muss, aber auch in den Temperaturbereichen, in denen sie betrieben werden. Es gibt bisher vor allem die folgenden drei Haupttypen:
1. Zellen mit einer Polymerelektrolytmembran, beispielsweise aus Nafion 117 oder ähnlichem. Sie können mit Temperaturen zwischen 25 °C und 100 °C betrieben werden.
2. Zellen mit einem oxidischen Festelektroyten, der Sauerstoffionen O2− leitet, beispielsweise YSZ oder Cer(IV)-oxid mit Samariumdotierung. Sie benötigen Temperaturen von mindestens 500 °C, beispielsweise 700 °C, bis zu 1000 °C.
3. Zellen mit einem oxidischen Festelektroyten, der Protonen H+ leitet, beispielsweise solche, die sich vom Nickel(II)-oxid ableiten. Sie wurden im Temperaturbereich von 450 °C bis 750 °C betrieben.[17]

## Reaktionsgleichungen
Für die Reaktion in alkalischen Lösungen gelten die Reaktionsgleichungen:
- Anode, Minuspol, Oxidation:   {\displaystyle {\ce {2 NH3 + 6OH- -> N2 + 6H2O + 6e-}}}
- Kathode, Pluspol:   {\displaystyle {\ce {O2 + 2 H2O + 4 e- -> 4 OH-}}}
- Gesamtreaktion:   {\displaystyle {\ce {4 NH3 + 3 O2 -> 2 N2 + 6 H2O}}}

In einer Zelle mit 54 % KOH konnte bei einer Stromdichte von 0,4 A/cm² eine Spannung von etwa 0,6 V erhalten werden.
Für die Reaktion in Festoxidbrennstoffzellen mit Festoxiden, die Oxidionen {\displaystyle {\ce {O^2-}}} leiten, gelten die Reaktionsgleichungen:
- Anode, Minuspol, Oxidation:   {\displaystyle {\ce {2 NH3 + 3 O^2- -> N2 + 3 H2O + 6e-}}}.
 Die Reaktion verläuft über Teilschritte:[6][7]
  - {\displaystyle {\ce {6 NH3 + 15 O^2- -> 6 NO + 9 H2O + 30e-}}}
  - {\displaystyle {\ce {4 NH3 + 6 NO -> 5 N2 + 6 H2O}}}
 Da das Zwischenprodukt Stickstoffmonoxid NO auftritt, kann es auch im Abgas der Zelle vorkommen[18], aus dem es gegebenenfalls entfernt werden muss. Es ist auch möglich, die Zelle im Hinblick auf eine hohe Ausbeute an NO zu optimieren, das dann weiter zu Salpetersäure verarbeitet werden kann.[16][19]
- Kathode, Pluspol, Reduktion:   {\displaystyle {\ce {O2 + 4 e- -> 2 O^2-}}}
- Gesamtreaktion:   {\displaystyle {\ce {4 NH3 + 3 O2 -> 2 N2 + 6 H2O}}}

Für die Zellen mit Festoxiden, die Protonen leiten, gelten die Gleichungen:
- Anode, Minuspol, Oxidation:   {\displaystyle {\ce {2 NH3 -> N2 + 6 H+ + 6e-}}}
- Kathode, Pluspol:   {\displaystyle {\ce {O2 + 4 H+ + 4 e- -> 2 H2O}}}
- Gesamtreaktion:    {\displaystyle {\ce {4 NH3 + 3 O2 -> 2 N2 + 6 H2O}}}

## Aktuelle Forschung
2017 begonnene Forschungsprojekte zielen beispielsweise darauf ab, Ammoniak-Brennstoffzellen zu entwickeln, die im Verkehrssektor eingesetzt werden können, oder die auf kostengünstigen Festoxidbrennstoffzellen basieren und die bei relativ niedriger Temperatur arbeiten können.
Das Projekt Ship FC, das an diversen alternativen Antrieben forschenden Maritime Cleantech, entwickelt derzeit, unter Beteiligung des Mainzer Fraunhofer IMM, eine Ammoniak-Brennstoffzelle für Schiffe.